# سو ألكسندر
سو ألكسندر (بالإنجليزية: Sue Alexander)‏ (20 أغسطس 1933، توسان في الولايات المتحدة - 3 يوليو 2008، لوس أنجلوس في الولايات المتحدة)؛ كاتِبة مُتخصِّصة في أدب الأطفال وروائية أمريكية.